# Crozet (Virgínia)
Crozet és una concentració de població designada pel cens dels Estats Units a l'estat de Virgínia. Segons el cens del 2000 tenia 2.820 habitants.

## Demografia
Segons el cens del 2000, Crozet tenia 2.820 habitants, 995 habitatges, i 757 famílies. La densitat de població era de 291,9 habitants per km².
Dels 995 habitatges en un 38,4% hi vivien nens de menys de 18 anys, en un 61,3% hi vivien parelles casades, en un 11,7% dones solteres, i en un 23,9% no eren unitats familiars. En el 20,1% dels habitatges hi vivien persones soles el 9% de les quals corresponia a persones de 65 anys o més que vivien soles. El nombre mitjà de persones vivint en cada habitatge era de 2,68 i el nombre mitjà de persones que vivien en cada família era de 3,07.
Per edats la població es repartia de la següent manera: un 27% tenia menys de 18 anys, un 4,6% entre 18 i 24, un 28,9% entre 25 i 44, un 25,3% de 45 a 60 i un 14,3% 65 anys o més.
L'edat mediana era de 39 anys. Per cada 100 dones de 18 o més anys hi havia 82,9 homes.
La renda mediana per habitatge era de 46.275$ i la renda mediana per família de 53.125$. Els homes tenien una renda mediana de 30.805$ mentre que les dones 25.407$. La renda per capita de la població era de 18.647$. Entorn de l'1,8% de les famílies i el 3,3% de la població estaven per davall del llindar de pobresa.

## Poblacions més properes
El següent diagrama mostra les poblacions més properes.